# IPad Pro (2018)
De iPad Pro die in 2018 werd uitgebracht is de derde generatie van de Pro-serie van de iPad van het Amerikaanse bedrijf Apple Inc. De derde pro werd officieel aangekondigd op 30 oktober 2018 en is sinds november dat jaar verkrijgbaar. De iPad Pro is 5,9 mm dik. Hij heeft een 64 bit-Apple A12X Bionic-processor met de M12-coprocessor. Deze generatie heeft een andere vormgeving gekregen dan zijn voorgangers: de randen zijn dunner, de thuisknop is verdwenen en Face ID heeft zijn intrede bij de iPad gemaakt. Er zijn weer twee verschillende schermformaten; 28 cm (11-inchmodel) en 33 cm (12,9-inchmodel).